# 拉尔夫·卡普洛维茨
拉尔夫·卡普洛维茨（英語：Ralph Kaplowitz，1919年5月18日—2009年2月2日），美国NBA联盟前职业篮球运动员。